# 鲍勃·怀特
鲍勃·怀特（英語：Bob White，1935年7月22日—），加拿大男子冰球运动员，场上位置是前锋。他曾代表加拿大参加1956年冬季奥林匹克运动会冰球比赛，获得一枚铜牌。